# مونیتا (آیووا)
مونیتا (به انگلیسی: Moneta) یک منطقهٔ مسکونی در ایالات متحده آمریکا است که در آیووا واقع شده‌است. مونیتا ۴۴۱٫۰۵ متر بالاتر از سطح دریا واقع شده‌است.